# Bizighești
Bizighești – wieś w Rumunii, w okręgu Vrancea, w gminie Garoafa. W 2011 roku liczyła 571
mieszkańców